# Underberg et Cie.
Underberg et Cie. war ein französischer Hersteller von Automobilen.

## Unternehmensgeschichte
Das Unternehmen aus Nantes begann 1899 mit der Produktion von Automobilen. Der Markenname lautete Underberg. 1909 endete die Produktion.

## Fahrzeuge

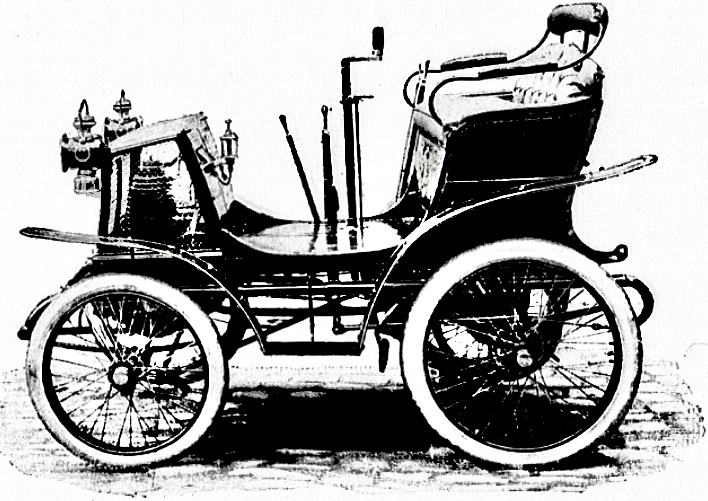
Underberg um 1900

Das erste Modell war mit einem luftgekühlten Einzylindermotor von Gaillardet mit 3 PS Leistung ausgestattet. Der Motor war vorne im Fahrzeug montiert. Die Höchstgeschwindigkeit betrug 35 km/h. 1901 bestand das Angebot aus den Modellen 6/8 CV mit Zweizylindermotor sowie 12/16 CV und 28/40 CV mit Vierzylindermotoren. 1906 erschienen die Vierzylindermodelle 12 CV, 16 CV und 24 CV mit Kettenantrieb. 1909 war nur noch der 24 CV lieferbar.